# HMS Pollux (T104)
HMS Pollux (T104) var en svensk torpedbåt av Plejad-klass som sjösattes år 1954. Utrangerades 1977. Namnet har fartyget fått från stjärnan Pollux i stjärnbilden Tvillingarna. Hon såldes efter utrangeringen 1977 till en privat köpare i Huddinge.